# Andrzej Kabat (lekkoatleta)
Andrzej Kabat (ur. 11 maja 1945) – polski lekkoatleta, specjalizujący się w rzucie dyskiem, medalista mistrzostw Polski, reprezentant kraju.

## Kariera sportowa
Występował w barwach Warszawianki.
Na mistrzostwach Polski seniorów zdobył jeden medal w rzucie dyskiem: brązowy w 1971, ponadto w latach 1968–1974 zajmował pięciokrotnie miejsce pierwszej ósemce mistrzostw. 
W latach 1971–1972 wystąpił w 4 meczach międzypaństwowych, bez zwycięstw indywidualnych.
Wyemigrował do USA.
Rekord życiowy w rzucie dyskiem: 59,86 (24.06.1973). 